# Annette Schavan
Annette Schavan (Jüchen, 10 de junho de 1955) é uma política alemã. Afiliada à CDU. Estudou filosofia e teologia, tendo feito o doutoramento em 1980 na Universidade de Düsseldorf, com uma tese de 351 páginas em que aborda a formação de carácter e de consciência.
Foi Ministra Federal de Educação e Pesquisa no governo da chanceler Angela Merkel de 2005 a 2013, quando se demitiu após a revogação do seu grau de doutoramento devido a plágio.
De 2014 a 2018, foi a embaixadora da Alemanha na Santa Sé. A partir de abril de 2018, ela também serviu brevemente como primeira embaixadora da Alemanha na Soberana Ordem Militar de Malta.
É católica e solteira.

## Acusação de plágio
A revista alemã Der Spiegel publicou um parecer escrito por um professor da Universidade de Düsseldorf, que concedeu o grau de doutor a Schavan pela sua tese escrita há 32 anos. 
Este parecer mencionava uma “abordagem plagiarista” na tese. Há, segundo o relatório, o uso de análises de fontes secundárias para fazer crer que a autora teria lido as fontes primárias.
Em Fevereiro de 2013, a Universidade de Düsseldorf decidiu retirar o doutoramento a Annette Schavan depois de confirmar que as suspeitas de plágio levantadas por um blogue anónimo, em 2012, tinham razão de ser.
O conselho científico da faculdade de Filosofia considerou a tese "inválida" e o título de doutor foi revogado.
A medida foi aprovada por 12 votos a favor, dois contra e uma abstenção. A votação foi secreta e a reunião durou cerca de seis horas.

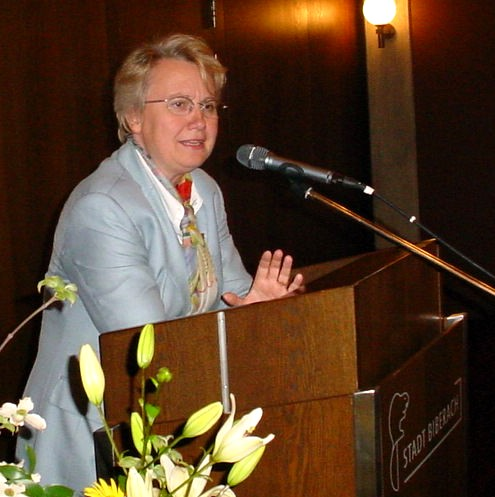
Annette Schavan.